# Діафіз

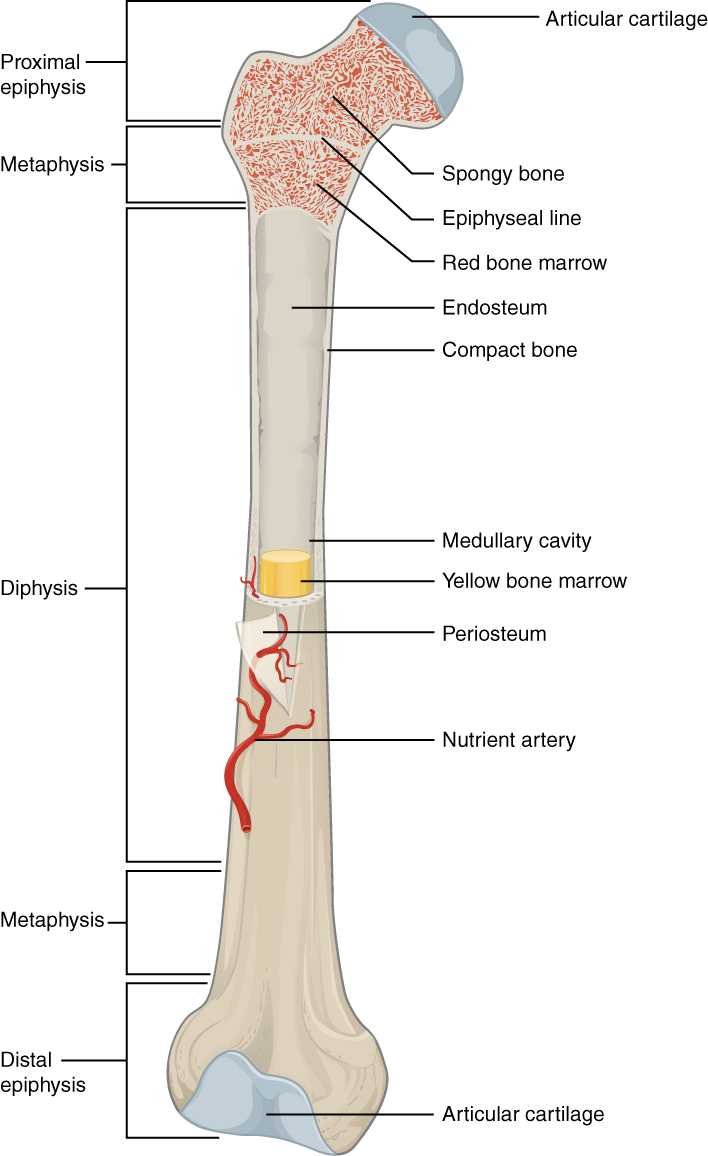
Структура трубчастої кістки

Діафі́з (лат. diaphysis, від дав.-гр. δια- — «між» + φύσις — «ріст»), тіло кістки — центральний відділ (тіло) трубчастої кістки, розташований між епіфізами. Діафіз утворений переважно компактною кістковою речовиною, зазвичай має циліндричну або тригранну форму. Зростання діафізу здійснюється за рахунок метаепіфізарної зони — метафізу і хрящової епіфізарної пластинки.
У діафізі розташований кістковомозковий канал, заповнений жовтим  кістковим мозком (у дітей — червоним).

## Анатомія
Компактна речовина діафізу утворена кістковими пластинками, має три шари: зовнішній шар загальних (генеральних) пластинок, остеонний шар і внутрішній шар загальних пластинок.
Зовнішні загальні пластинки не формують замкнутих кілець навколо діафіза, а перекриваються на поверхні нашаровуваннями інших пластинок. Внутрішні загальні пластинки переважають навколо кістковомозкового каналу; в місці переходу компактної речовини в губчасту замінюються пластинками перекладин губчастої речовини.
Остеони, що формують середній шар діафізу, являють собою циліндричні структури, що складаються з «вставлених» одна в одну кісткових пластинок (зазвичай 5-20), оточених міжклітинною речовиною із замурованими в нього кістковими клітинами. Розташовуються остеони переважно уздовж довгої осі кістки. Остеони відмежуються один від одного цементуючим матриксом (основною речовиною). У центральному каналі остеона розташовані кровоносні судини, сполучна тканина та остеогенні клітини; канали остеонів сполучаються один з одним за допомогою анастомозів.
З обох сторін компактна речовина діафізу покрита оболонками — періостом (окістям) і ендостом. Між ними існує мікроциркуляція рідини та мінеральних речовин за допомогою лакунарно-канальцевої системи кісткової тканини.

## Патологія
До захворювань з ураженням діафізу кістки відноситься саркома Юїнга.
Крім цього, діафіз можуть вражати інші пухлини — лімфома і мієлома, фібродисплазія, і остеоїд-остеома.